# Ludia nyassana
Ludia nyassana är en fjärilsart som beskrevs av Embrik Strand 1911. Ludia nyassana ingår i släktet Ludia och familjen påfågelsspinnare. Inga underarter finns listade i Catalogue of Life.